# Mistrovství Evropy ve fotbale 1972
Mistrovství Evropy ve fotbale 1972 se konalo v Belgii. Husarský kousek se na mistrovství podařil reprezentantům Sovětského svazu, když se počtvrté v řadě dostali k finálovým branám. Přesto tento ojedinělý výsledek zcela zapadl ve stínu zazářívšího německého výběru. Ten pod taktovkou Franze Beckenbauera, který se na šampionátu premiérově postavil na místo libera, jednoznačně kraloval průběhu turnaje. Vedle Beckenbauera si uznání získal střelec par excellence Gerd Müller. Oběma hráčům i většině vítězného mužstva pověsili na krk zlaté medaile za dva roky na mistrovství světa.

## Stupně vítězů
| Zlato                        | Stříbro  | Bronz    | 4. místo |
| ---------------------------- | -------- | -------- | -------- |
| NSR - první titul v historii | SSSR     | Belgie   | Maďarsko |
| Soupiska                     | Soupiska | Soupiska | Soupiska |

## Kvalifikace
Kvalifikace se zúčastnilo 32 reprezentací, které byly rozlosovány do 8 skupin po čtyřech týmech. Ve skupinách se utkal každý s každým doma a venku. Vítězové skupin se následně střetli ve čtvrtfinále, kde se utkali systémem doma a venku o účast na závěrečném turnaji.

## Stadiony
| Brusel                    | Lutych                    | Brusel                    | Antverpy                  |
| ------------------------- | ------------------------- | ------------------------- | ------------------------- |
| Heysel Stadium            | Sclessin Stadium          | Stade Émile Versé         | Bosuil Stadium            |
| Kapacita stadionu: 50,000 | Kapacita stadionu: 31,000 | Kapacita stadionu: 28,000 | Kapacita stadionu: 20,000 |
|                           |                           |                           |                           |

## Finálový turnaj
|  | Semifinále            | Semifinále          |   |                     | Finále              | Finále |  |
|  |                       |                     |   |                     |                     |        |  |
|  | 14. červen – Antverpy |                     |   |                     |                     |        |  |
|  | Belgie                | 1                   |   |                     |                     |        |  |
|  | SRN                   | 2                   |   |                     |                     |        |  |
|  |                       |                     |   |                     |                     |        |  |
|  |                       |                     |   |                     | 18. červen – Brusel |        |  |
|  |                       |                     |   |                     | SRN                 | 3      |  |
|  |                       | Sovětský svaz       | 0 |                     |                     |        |  |
|  |                       |                     |   |                     |                     |        |  |
|  |                       |                     |   |                     |                     |        |  |
|  |                       |                     |   |                     | O třetí místo       |        |  |
|  | 14. červen - Brusel   | 14. červen - Brusel |   | 17. červen - Lutych | 17. červen - Lutych |        |  |
|  | Maďarsko              | 0                   |   | Belgie              | 2                   |        |  |
|  | Sovětský svaz         | 1                   |   |                     | Maďarsko            | 1      |  |

### Semifinále
| 14. června 1972 20:00 |        |                 |                                                                              |
| Belgie                | 1 – 2  | SRN             | Bosuilstadion, Antverpy diváci: 55,669 rozhodčí: William J. Mullan (Skotsko) |
| Polleunis 83'         | Report | Müller 24', 71' | Bosuilstadion, Antverpy diváci: 55,669 rozhodčí: William J. Mullan (Skotsko) |

| 14. června 1972 20:00 |        |               |                                                                        |
| Maďarsko              | 0 – 1  | Sovětský svaz | Stade Émile Versé, Brusel diváci: 16,590 rozhodčí: Rudi Glöckner (NDR) |
|                       | Report | Koňkov 53'    | Stade Émile Versé, Brusel diváci: 16,590 rozhodčí: Rudi Glöckner (NDR) |

### O 3. místo
| 17. června 1972 20:00 |        |                           |                                                                                      |
| Maďarsko              | 1 – 2  | Belgie                    | Stade Maurice Dufrasne, Lutych diváci: 6,184 rozhodčí: Johan Einar Boström (Švédsko) |
| Kű 53' (pen.)         | Report | Lambert 24' Van Himst 28' | Stade Maurice Dufrasne, Lutych diváci: 6,184 rozhodčí: Johan Einar Boström (Švédsko) |

### Finále
| 18. června 1972 16:00      |        |               |                                                                                |
| SRN                        | 3 – 0  | Sovětský svaz | Heysel Stadium, Brusel diváci: 43,437 rozhodčí: Ferdinand Marschall (Rakousko) |
| Müller 27', 58' Wimmer 52' | Report |               | Heysel Stadium, Brusel diváci: 43,437 rozhodčí: Ferdinand Marschall (Rakousko) |

Nejlepší střelec (celkem): Gerd Müller (NSR) - 11 gólů

Nejlepší střelec finálového turnaje: Gerd Müller (NSR) - 4 góly

## All-stars[2]

### Belgie 1972
- Jevhen Rudakov
- Revaz Dzodzuašvili
- Paul Breitner
- Herbert Wimmer
- Murtaz Churcilava
- Franz Beckenbauer
- Jupp Heynckes
- Uli Hoeneß
- Gerd Müller
- Günter Netzer
- Raoul Lambert